# Bauhaus
Pour les articles homonymes, voir Bauhaus (homonymie).

Logo du Bauhaus, créé en 1922 par Oskar Schlemmer.

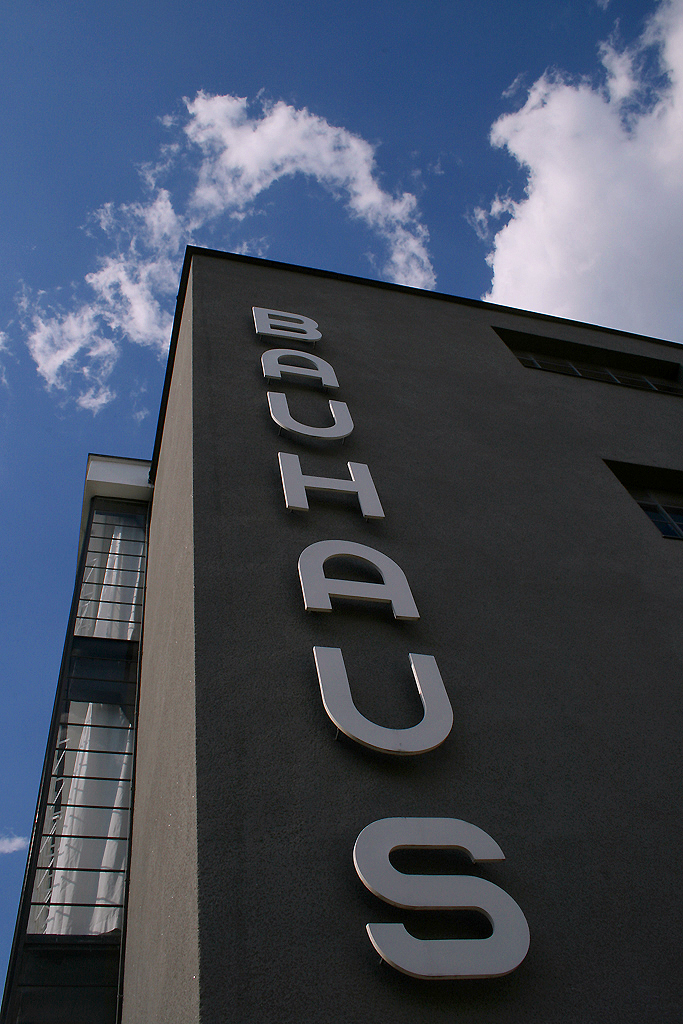
Façade du bâtiment du Bauhaus à Dessau.

Le Staatliches Bauhaus (prononcé : /ˈʃtaːtlɪçəs ˈbaʊˌhaʊs/ ) est une école d'architecture et d'arts appliqués, fondée en 1919 à Weimar (Allemagne) par Walter Gropius. Par extension, Bauhaus désigne un courant artistique concernant, notamment, l'architecture et le design, la modernité, mais également la photographie, le costume et la danse. Ce mouvement a posé les bases de la réflexion sur l'architecture moderne, notamment du style international. L'école a eu trois directeurs : Walter Gropius, Hannes Meyer et Ludwig Mies van der Rohe.
En 1933, le Bauhaus (installé à Berlin) subit des pressions des nazis, qui le considèrent comme une école enseignant un « art dégénéré ». Sa dissolution est prononcée par ses responsables. De nombreux artistes et professeurs s'exilent aux États-Unis pour échapper au nazisme.
Si l'école du Bauhaus est surtout connue pour ses réalisations en matière d'architecture, elle a aussi exercé une forte influence dans le domaine des arts appliqués, à travers les objets usuels qu'elle a façonnés, elle est de plus le précurseur du design contemporain et de l'art de la performance. Le programme du Bauhaus a suscité l'adhésion d'un grand nombre d'artistes d'avant-garde de toute l'Europe, parmi lesquels on peut citer, Johannes Itten, Gunta Stölzl, Vassily Kandinsky, Paul Klee, Oskar Schlemmer, László Moholy-Nagy et Marcel Breuer.
Le sites du Bauhaus à Weimar, Dessau et Bernau, construits entre 1919 et 1933, ainsi que la Ville blanche de Tel Aviv, qui regroupe le plus de bâtiments d'inspiration Bauhaus au monde, sont inscrits par l'UNESCO sur la liste du patrimoine mondial.

## Histoire

### La création du Bauhaus

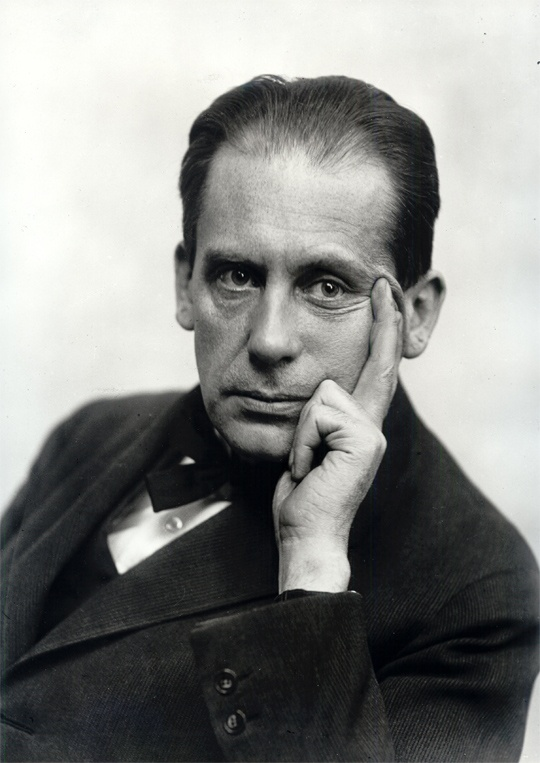
Walter Gropius (1883-1969), fondateur et directeur du Bauhaus (1919-1928).

La création du Bauhaus se déroule en Allemagne durant la période troublée de l'immédiat après-guerre, et s'inscrit dans l'histoire des mouvements artistiques novateurs du début du XXe siècle.
La Première Guerre mondiale achevée, Gropius, qui s'était formé dans le cabinet d'architecture de Peter Behrens et avait activement participé au mouvement du Neues Bauen, cherche à développer ses idées novatrices en art et architecture. Après la proclamation de la république de Weimar, en novembre 1918, Gropius propose au gouvernement provisoire de réunir l'École des arts décoratifs et l'Académie des beaux-arts de Weimar. Le 12 avril 1919, Gropius est nommé directeur de l'école, appelée alors Staatliches Bauhaus zu Weimar (de l'allemand Bau, « bâtiment, construction », et Haus, maison ; Bauhaus : « maison du bâtir, maison de la construction »).
Walter Gropius publie alors le manifeste et le programme du Bauhaus. Dans le Manifeste du Bauhaus, il annonce la vocation de l'école en ces termes : « Le but de toute activité plastique est la construction ! […] Architectes, sculpteurs, peintres ; nous devons tous revenir au travail artisanal, parce qu’il n'y a pas d'“ art professionnel ”. Il n’existe aucune différence essentielle entre l’artiste et l’artisan. […] Voulons, concevons et créons ensemble la nouvelle construction de l’avenir, qui embrassera tout en une seule forme : architecture, art plastique et peinture »,.

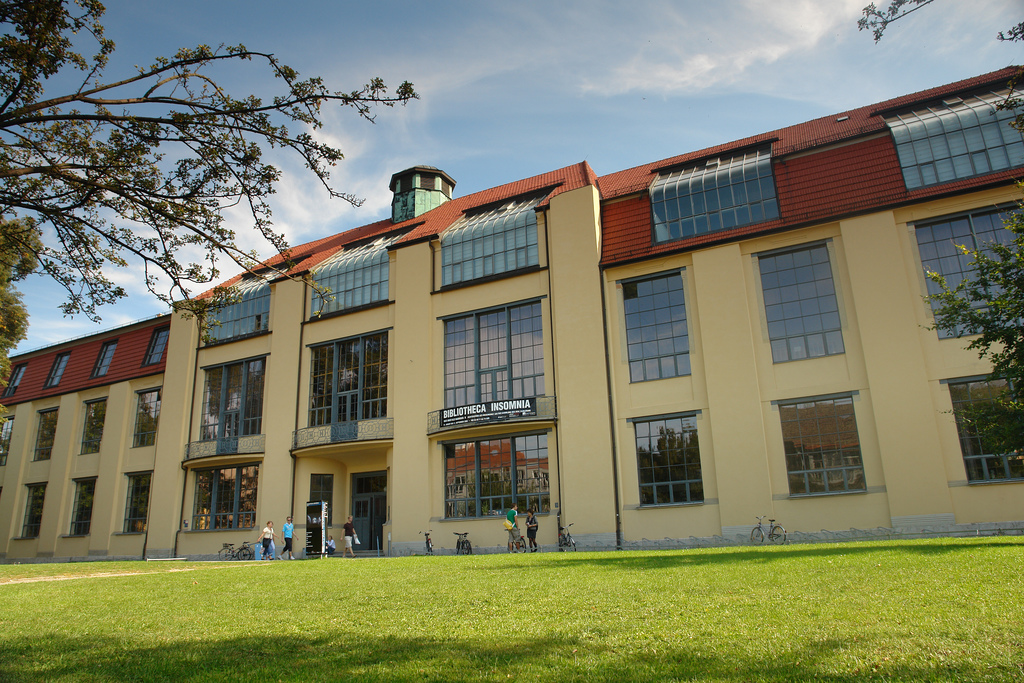
Bâtiment du Bauhaus de Weimar.

Lorsque Walter Gropius crée cette école, il souhaite faire renaître une communauté de travail aussi exemplaire que celle des loges médiévales qui réunissaient les artistes de toutes spécialités (des architectes, sculpteurs, artisans divers). La gravure sur bois du peintre cubiste Lyonel Feininger représentant une cathédrale gothique en tête du manifeste du Bauhaus évoque bien l'état d'esprit du directeur. C'est à un Moyen Âge religieux que se réfère Gropius pour créer une formation synthétisant tous les arts. Il souhaite que l'organisation des métiers, en tant que communauté agissant dans l'unité, facilite la création de l'œuvre d'art totale sous l'égide de l'architecture.
L'idée est de raviver des principes initiés par des courants précurseurs tels que les Arts & Crafts, les Wiener Werkstätte (l’atelier viennois) ou encore le Deutscher Werkbund (association allemande des artisans) afin de délivrer l'Occident de l'horreur de l'ornement.
En outre, l'école expose une nouvelle politique, elle s'ouvre aux femmes et prône leur émancipation, c'est une première dans le domaine de l'art. Malgré la promotion de l'égalité, les étudiantes sont orientées vers des activités dites « féminine » (textile, céramique). La peinture, la sculpture et l'architecture ne leur sont pas accessibles. Les réalisations des étudiantes et des maîtresses de forme et d'ateliers sont tombées dans l'oubli. Ce n'est qu'à partir de 2019, que l'histoire du Bauhaus fait l'objet de recherches académiques, critiques, expositions sous l'angle du genre. 

### Weimar (1919-1925)

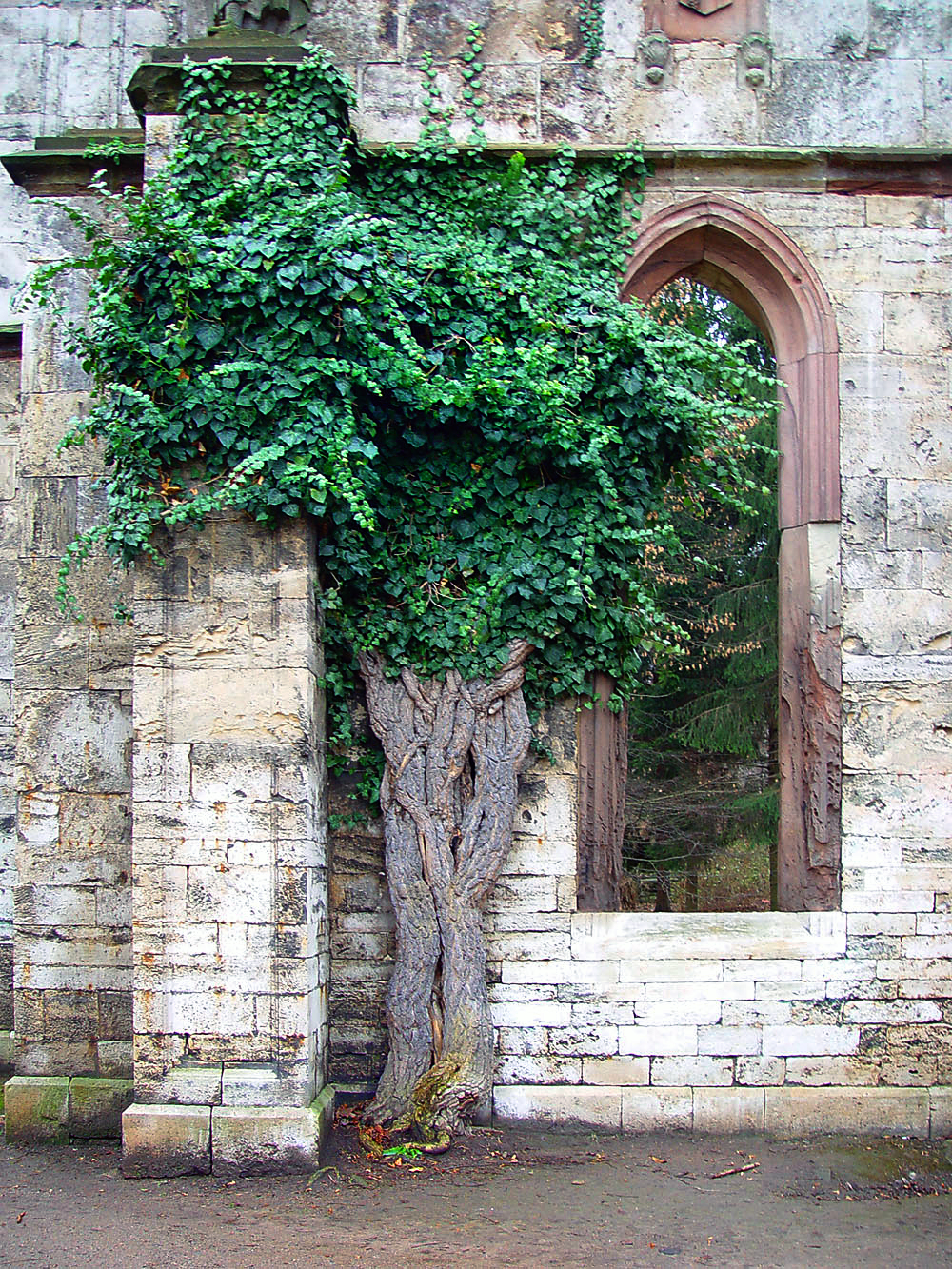
Ruine de la Tempelherrenhaus (maison des Templiers), qui servit d'atelier à Itten de 1919 à 1923.

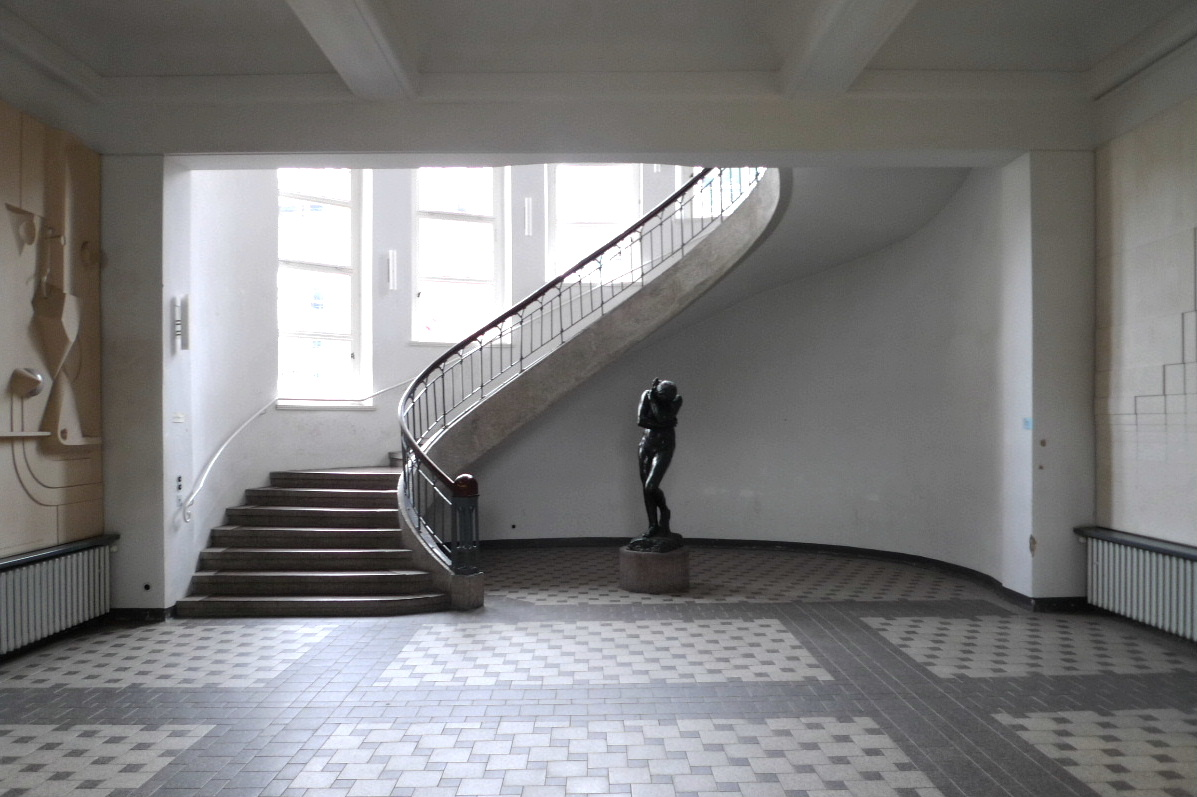
Bauhaus de Weimar.

Les cours commencent le 1er octobre 1919. Afin de mettre en œuvre ses idées novatrices concernant les arts plastiques, Gropius fait appel à des artistes reconnus. Il recrute comme « maîtres » le peintre Lyonel Feininger, le sculpteur Gerhard Marcks, ainsi que le peintre et professeur d'art Johannes Itten
. Malgré les difficultés de l'après-guerre, les ateliers sont peu à peu mis en place.
En 1920, afin de favoriser le rapprochement entre les arts et l'artisanat, le « conseil de maîtrise » décide d'une réforme importante : chaque atelier est placé sous la responsabilité d'un « maître artisan » (Werkmeister) et d'un artiste, « maître de la forme » (Formmeister). Parallèlement, Itten est chargé de l'enseignement du cours préparatoire qui se transforme en un semestre obligatoire. Le peintre Georg Muche est recruté comme « maître ».
Au début de l'année 1921, les peintres Paul Klee et Oskar Schlemmer sont nommés « maîtres », tandis qu'à l'automne, le peintre Lothar Schreyer est nommé responsable du département spectacle. Theo van Doesburg, membre du mouvement De Stijl qui s'est installé à Weimar, donne des conférences au Bauhaus et présente son travail lors d'expositions. À cette occasion, il critique l'expressionnisme dont se réclame Gropius et promeut le constructivisme. Doesburg critique notamment l'artisanat et prône l'utilisation de la machine pour créer.
Au cours de l'année 1922, Gropius fait évoluer les objectifs du Bauhaus vers une réflexion sur l'utilisation des méthodes industrielles pour créer. L'objectif est de briser la dichotomie entre art et industrie en créant en série des objets et des logements fonctionnels accessibles au plus grand nombre. Itten, qui est opposé à cette évolution, est progressivement écarté. Le peintre Vassily Kandinsky est engagé comme « maître ».
Début 1923, Itten quitte le Bauhaus, remplacé par l'artiste constructiviste László Moholy-Nagy, qui devient responsable de l'atelier de métal et assure le cours préliminaire. Gropius modifie la devise du Bauhaus : « L'art et la technique, une nouvelle unité », qui remplace « Il n’existe aucune différence essentielle entre l’artiste et l’artisan » du manifeste. Lors de l'exposition du Bauhaus de l'été 1923 à Weimar, à laquelle participent les architectes Walter Gropius, Mies van der Rohe, J. J. P. Oud, Le Corbusier, Mart Stam ou Frank Lloyd Wright, la maison prototype Haus am Horn est réalisée avec son aménagement intérieur et son mobilier, conçu notamment par Marcel Breuer (coiffeuse, rangements…).
En 1924, le gouvernement social-démocrate est battu aux élections du land de Thuringe. Les conservateurs qui réclamaient la fermeture du Bauhaus décident de diviser par deux la subvention au Bauhaus, puis de ne proposer que des contrats d'une durée de six mois. Dans ce contexte, le 26 décembre 1924, les maîtres du Bauhaus déclarent la dissolution du Bauhaus de Weimar au 1er avril 1925. Afin de soutenir le Bauhaus, le Cercle des amis du Bauhaus (Kreis der Freunde des Bauhauses) est fondé. Marc Chagall, Albert Einstein et Gerhart Hauptmann font notamment partie du conseil d'administration.

### Dessau (1925-1932)

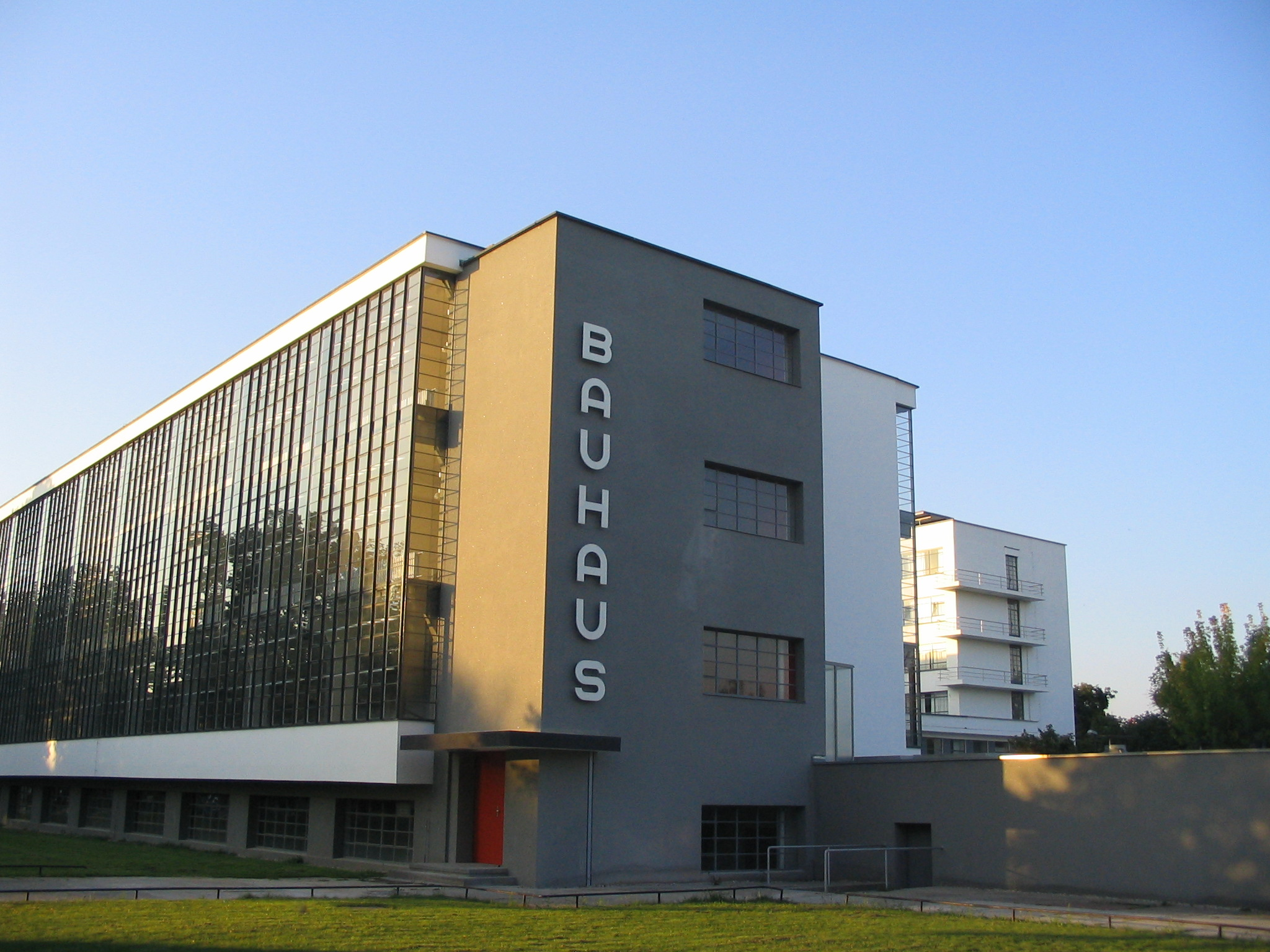
Bâtiment du Bauhaus de Dessau.

Les élections de 1924 ayant porté l'extrême-droite à la tête de la Thuringe, on assista à la dissolution du Bauhaus de Weimar ; plusieurs villes d'Allemagne proposent d'accueillir le Bauhaus. Les « maîtres » du Bauhaus choisissent Dessau. L'une des raisons du choix de la ville industrielle de Dessau est le manque de logements : Gropius prônant l'industrialisation de la construction se voit également confier la création d'une cité à Dessau-Törten.
Les cours reprennent à Dessau en mars 1925. Tous les maîtres, à l'exception de Gerhard Marcks, déménagent à Dessau, tandis que quelques jeunes maîtres, comme Herbert Bayer ou Marcel Breuer, sont nommés responsables d'ateliers. Gropius adapte le programme d'enseignement du Bauhaus afin de contribuer au développement d'un habitat moderne « vom einfachen Hausgerät bis zum fertigen Wohnhaus (de l'appareil électroménager le plus simple au logement complet) ». Il réduit le nombre d'ateliers à six et fonde Bauhaus GmbH, afin de commercialiser les produits et transformer le Bauhaus en établissement économiquement rentable.

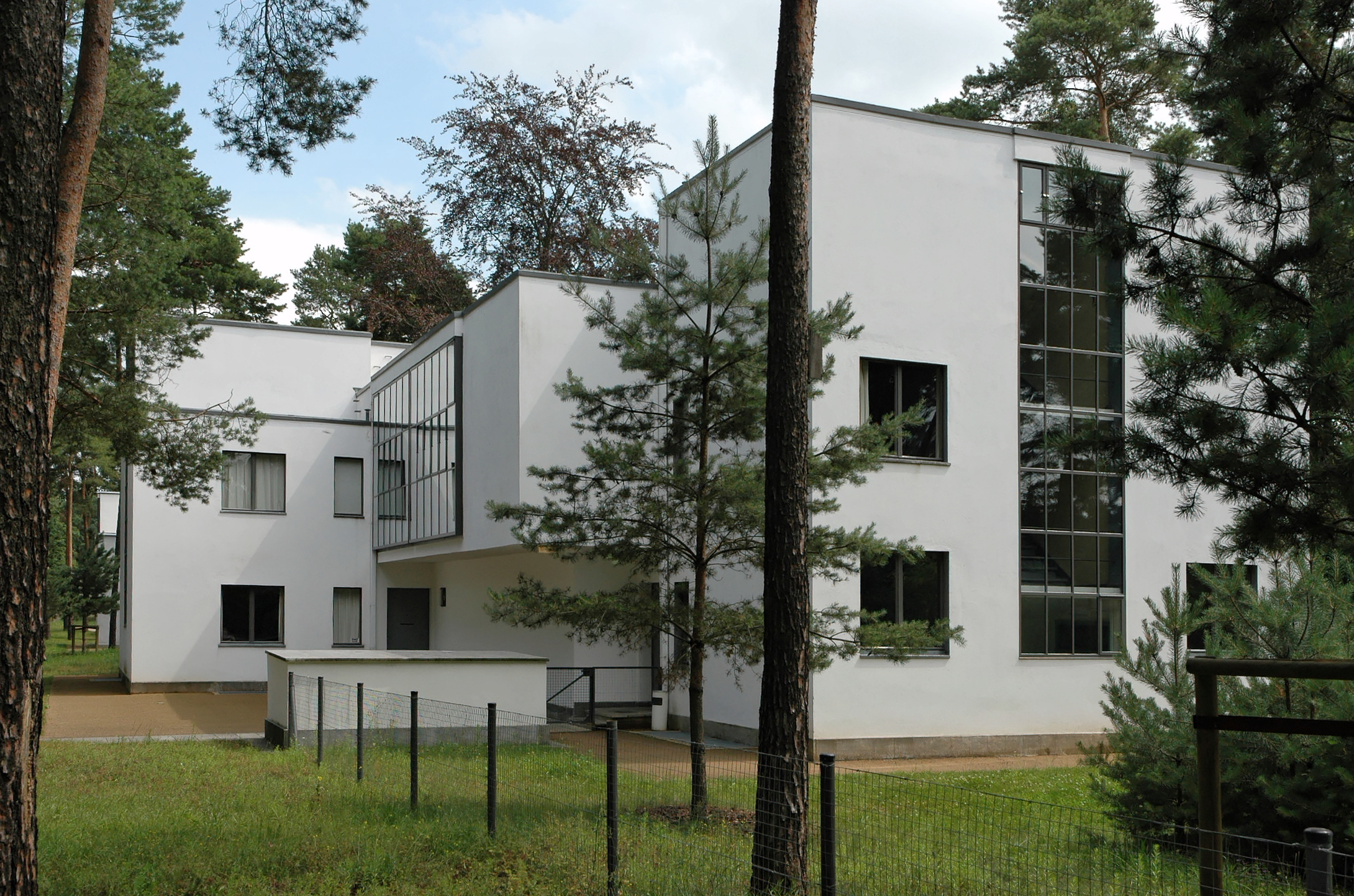
Maisons des « maîtres » du Bauhaus de Dessau.

La construction du bâtiment du Bauhaus se déroule au cours des années 1925 et 1926. À proximité, Gropius fait construire les maisons des « maîtres », chargé par la municipalité de Dessau de construire un ensemble de maisons individuelles : la cité de Dessau-Törten. Tous les aménagements du bâtiment (peinture, mobilier, signalisation…) sont réalisés par les divers ateliers du Bauhaus. Les 4 et 5 décembre 1926, le bâtiment est inauguré. Plus de 1 000 invités assistent à une grande fête au cours de laquelle sont organisés des expositions, des spectacles musicaux et théâtraux.
En avril 1927 et pour la première fois de son histoire, le Bauhaus ouvre un département d'architecture sous la direction de Hannes Meyer. Le peintre Georg Muche quitte le Bauhaus et est remplacé par Gunta Stölzl à la tête de l'atelier de tissage.

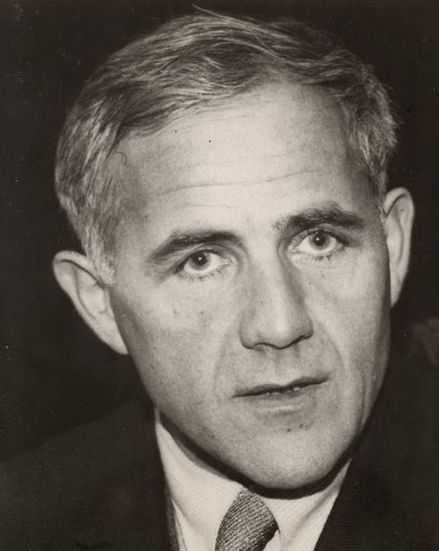
Hannes Meyer, deuxième directeur du Bauhaus.

Début 1928, Gropius annonce sa démission de la direction du Bauhaus pour se consacrer davantage à l'architecture. C'est Hannes Meyer qui lui succède sur proposition de Gropius. Moholy-Nagy, Bayer et Breuer quittent également le Bauhaus. Meyer entreprend une réforme de l'enseignement et de l'organisation du Bauhaus. Il demande aux ateliers d'être plus rentables et de travailler à des créations répondant aux besoins populaires,. Il privilégie une approche scientifique au détriment de l'esthétisme : les créations doivent être « nécessaires, justes et de ce fait aussi neutres […] que l'on puisse imaginer ». Il prône une démocratisation de l'enseignement du Bauhaus et augmente le nombre d'élèves en le portant à 200.

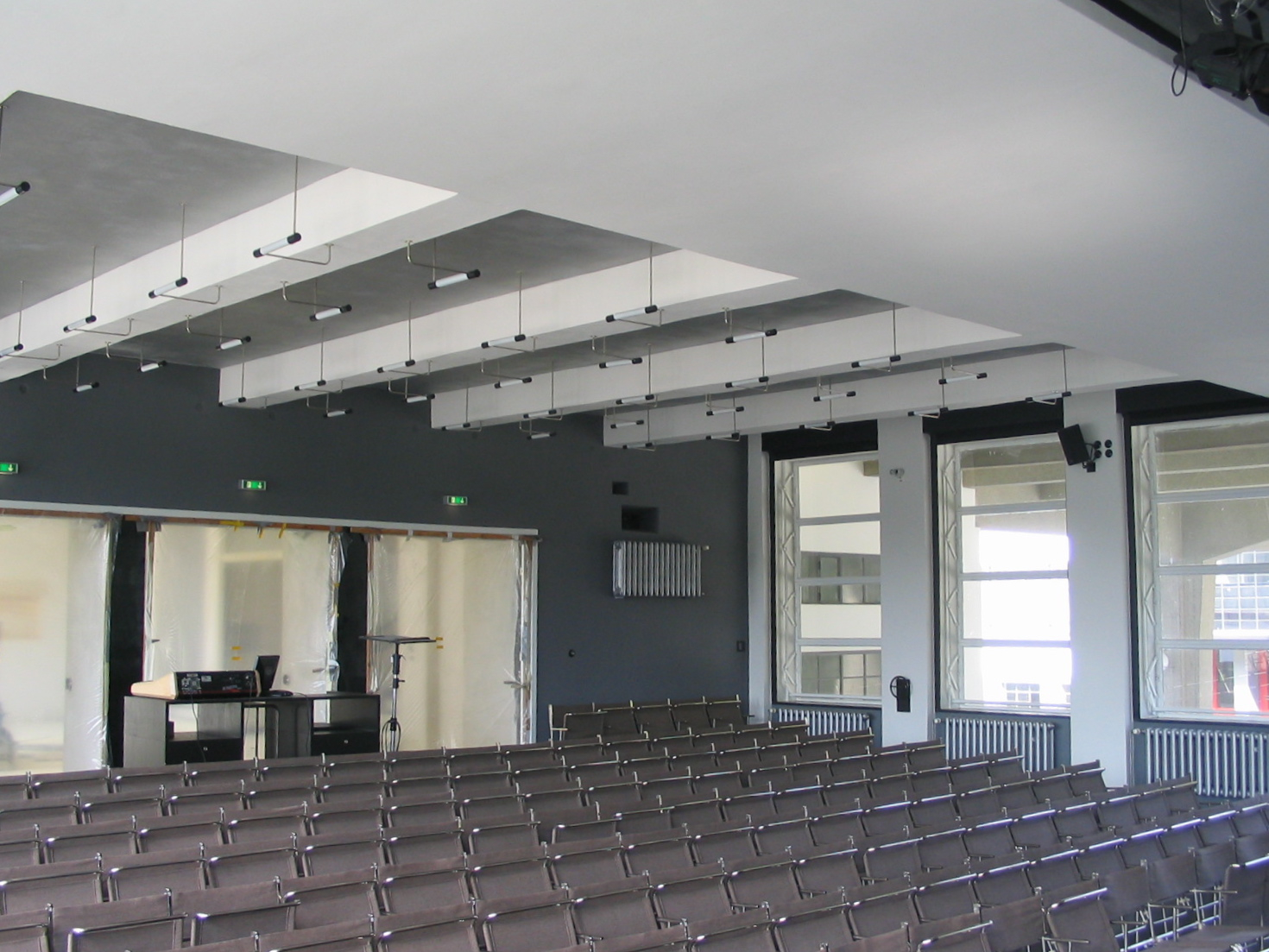
Salle des fêtes du bâtiment de Dessau avec les chaises de Breuer et les lampes de Max Krajewski.

En juillet 1929, les ateliers de métal, de menuiserie et de peinture murale sont fusionnés en un atelier de second œuvre, dirigé par Alfred Arndt (de). Un département photographie est créé sous la direction de Walter Peterhans, et l'architecte et urbaniste Ludwig Hilberseimer est recruté.
Meyer est de plus en plus contesté par le corps professoral : on lui reproche son approche trop sociale de l'enseignement et sa vision scientifique de la création. Il est également accusé d'avoir poursuivi ses activités procommunistes et de favoriser la politisation de l'école. Il est finalement écarté et remplacé par l'architecte Mies van der Rohe,. Mies entreprend de dépolitiser l'école : plusieurs étudiants communistes qui soutenaient Meyer sont renvoyés. Les nouveaux statuts entrent en vigueur en 1930 interdisant toutes activités politiques. Le programme d'enseignement est également revu. Le cours d'architecture devient plus important.
Klee et Stölzl quittent le Bauhaus. En novembre 1931, le parti national-socialiste, violemment opposé au Bauhaus, remporte les élections au conseil municipal de Dessau.
Début 1932, l'architecte d'intérieur Lilly Reich est recrutée comme responsable des ateliers de tissage et de second œuvre. Le 22 août 1932, une résolution des nazis demandant la dissolution du Bauhaus est finalement votée. Le Bauhaus de Dessau ferme ses portes le 1er octobre 1932.

### Berlin (1932-1933)
Après la fermeture du Bauhaus de Dessau, les villes sociales-démocrates de Magdebourg et Leipzig manifestent leur souhait d'accueillir le Bauhaus. Mies van der Rohe avait néanmoins décidé avant la dissolution de déménager le Bauhaus à Berlin et d'en faire une école privée. L'école s'installe donc à Berlin dans une ancienne usine de téléphone. Le 11 avril 1933, la Gestapo effectue une perquisition et procède à la mise sous scellés du Bauhaus. Mies négocie sa réouverture sous la forme d'une école d'art privée avec les autorités. Ces dernières posent des conditions concernant le renvoi de Kandinsky et Hilberseimer. Le 19 juillet, Mies, ainsi que les « maîtres », prononcent la dissolution du Bauhaus.
S'adaptant à une industrie axée sur la production de masse, la pensée du Bauhaus se développa en direction de la vie moderne et des conditions sociales. Son engagement social l'amena à créer un style convenant à la grande masse aussi bien dans la forme des meubles que dans la construction des maisons.
Le mouvement national-socialiste se réclamait des mêmes idées, mais écartait les tendances du Bauhaus, qualifiées de « bolchevisme culturel ». Vers la fin de la décennie 1920-1930, les architectes de ce mouvement, rejoints par un groupe important au sein même de Bauhaus, s'efforçaient de créer un style populaire. Le point de départ et le concept idéologique étaient cependant totalement différents. Il n'est pas étonnant, dès lors, qu'en prenant le pouvoir en 1933, Hitler et les nazis aient éliminé le groupe adverse. Dans le même temps qu'ils s'en prenaient à l'art dégénéré — ce qui jetait l'anathème sur la peinture moderne —, les hitlériens chassèrent du Bauhaus tous les représentants du « bolchévisme culturel » (selon Goebbels). C'est ainsi qu'un grand nombre de réalisations sociales, longuement mûries au sein de la section d'architecture du Bauhaus, durent céder la place aux conceptions nazies du Sang et du Sol du Troisième Reich. À la place de la lumière et de l'air, symboles d'une lutte passionnée pour un nouvel habitat perfectionné, les nouveaux maîtres exaltaient la foi, la volonté et la force créatrice du national-socialisme, qui étaient selon eux l'« authentique expression de l'âme allemande ».
Le Bauhaus fut ainsi violemment critiqué par les nazis. Joseph Goebbels déclare en 1935 : « J'ai trouvé dans le Bauhaus l'expression la plus parfaite d'un art dégénéré ». Les nazis reprochaient à de nombreux membres du Bauhaus leur passé communiste, ce qui avait déjà contribué au départ de Hannes Meyer de la direction en 1930. Après la fermeture du Bauhaus en 1933, la plupart de ses membres s'enfuirent aux États-Unis (notamment à Chicago), mettant leur savoir-faire dans la construction de gratte-ciel, tandis que le bâtiment de l'école d'Art du Bauhaus est utilisé par les nazis comme une école pour Gauleiter.

### L'après-guerre: perception au sein de l'Allemagne de l'Est
Au sortir de la Seconde Guerre mondiale, le Bauhaus est avant tout perçu comme un mouvement étranger au national-socialisme, voire comme une victime de celui-ci. Il n'est ainsi pas entaché de soupçons, y compris au sein de la future Allemagne de l'Est où se trouve désormais la ville de Dessau. Il devient ouvertement le modèle des nouvelles écoles d'architecture et de design de Weimar, Berlin-Weißensee, Halle ou encore Dresde. Mais rapidement, les forces d'occupation soviétiques imposent les principes du réalisme socialiste et s'opposent à l'héritage intellectuel du Bauhaus. Ce rejet est renforcé par le souvenir de l'émigration aux États-Unis de Walter Gropius ou Ludwig Mies van der Rohe, ce qui faisait d'eux des opposants intellectuels au nouveau régime communiste.
Cependant, dès les années 1960 s'opère un timide retour en grâce du mouvement et de ses préceptes, dans le cadre des grands projets urbanistiques du pays, à l'image de la nouvelle ville de Halle (Halle-Neustadt) conçue par Richard Paulick, un ancien du Bauhaus. Le Bauhaus devient incontournable dans le développement de « logements fonctionnels et bon marché ». La réhabilitation du mouvement n'intervient réellement qu'à partir de 1971, lorsque l'État se fixe comme objectif d'éliminer le problème du logement avant 1990, au moment même où celui-ci commence à faire l'objet de critiques à l'Ouest. On doit notamment cette impulsion à Konrad Püschel, architecte et professeur, lequel a étudié de 1926 à 1930 au Bauhaus de Dessau, ainsi qu'à Bernd Grönwald, plus tard vice-président de l'académie du bâtiment de la RDA, qui a mis en œuvre une stratégie de construction inspirée du Bauhaus.
En parallèle apparaissent les premières recherches — en RDA — sur le Bauhaus. Dès 1963 est éditée la traduction d'une publication soviétique, laquelle est suivie de plusieurs publications par des auteurs est-allemands ainsi que par diverses expositions. Ce renouveau intellectuel n'a cependant pas été sans obstacles idéologiques, certaines études n'étant publiées que plusieurs années plus tard, au milieu des années 1970. L'année 1976 voit officiellement la création du Centre scientifique et culturel Bauhaus Dessau. Celui-ci organise expositions, conférences et entreprend la constitution d'une collection.

## L'enseignement

### Programme

Principes de l'enseignement au Bauhaus, d'après W. Gropius (1922).

Les étudiants sont accueillis sans limite d'âge ni condition préalable de diplôme. Le programme du Bauhaus, rédigé en 1919 par Gropius, prévoit l'organisation de l'enseignement aux étudiants. Malgré les évolutions et les adaptations qui auront lieu au cours des quatorze ans de l'histoire du Bauhaus, les principes de base resteront à peu près les mêmes.
Gropius utilise le vocabulaire du Moyen Âge pour donner à chaque individu un statut dans l'école. Au lieu des professeurs habituels, la formation est donnée par des « maîtres » (Meister). Les élèves s'appellent « apprentis » (Lehrlinge) et peuvent devenir « compagnons » (Gesellen) et « jeunes maîtres » (Jungmeister). Le « conseil de maîtrise » gère les affaires du Bauhaus et les nominations des « jeunes maîtres ».
Dans la représentation schématique que fait Gropius en 1922 (voir ci-contre), l'enseignement est présenté sous la forme de trois cercles concentriques visant à atteindre l'étape ultime : la construction (der Bau). La première partie consiste en un cours préliminaire (Vorlehre) initialement de 6 mois. La seconde partie de 3 ans consiste en un travail d'atelier. Jusqu'en 1925, cet enseignement comporte deux volets : un enseignement de la forme (Formlehre), donné par un artiste, « maître de la forme » et un enseignement pratique (Werklehre), donné par un « maître artisan ». Dans le schéma ci-contre, chacun des ateliers correspond à un matériau : pierre (Stein), argile (Ton), verre (Glas), couleur (Farbe), tissu (Gewebe), métal (Metall) et bois (Holz). La dernière étape consacrée à la construction ne sera mise en place que plus tard et de manière différente.
Même s'ils ont évolué au cours du temps, les ateliers pluridisciplinaires du Bauhaus constituent l'un des éléments essentiels de la formation des étudiants. La mise en place d'un double tutorat (« maître de la forme » et « maître artisan ») se fait dès 1920 afin de favoriser le rapprochement entre un enseignement artistique formel et un enseignement pratique. À la création du Bauhaus, les ateliers sont : l'atelier de tissage, l'atelier de poterie, l'atelier de métal, l'atelier de menuiserie et de meubles, l'atelier de peinture murale, les ateliers de sculpture sur pierre et sur bois, l'atelier d'imprimerie et enfin l'atelier de reliure. Cette organisation perdure jusqu'à ce que Meyer crée un atelier de second œuvre regroupant la menuiserie, le métal et la peinture murale.
Le département d'architecture, étape ultime de la formation imaginée par Gropius, n'ouvre qu'en 1927, sous la direction de Meyer.

### Le cours préliminaire (Vorkurs)

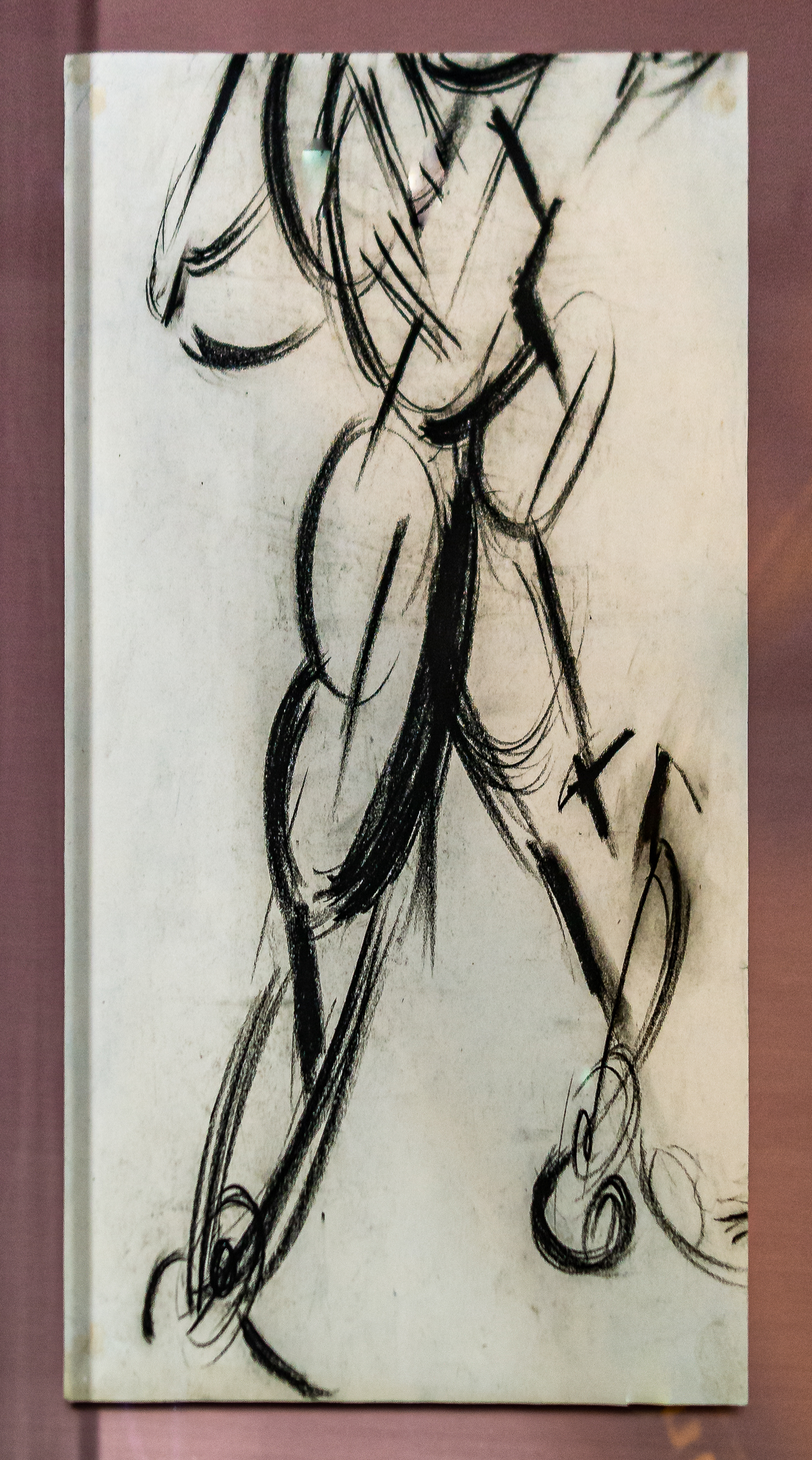
Friedl Dicker-Brandeis, étude d'un nu marchant, vers 1919

Le cours préliminaire vise à donner une formation artistique de base aux étudiants. Initialement d'une durée de 6 mois, il est porté à un an en 1923.
Au début du Bauhaus, c'est Itten qui en est chargé. Après son départ en 1923, il est remplacé par Moholy-Nagy, qui sera lui-même remplacé par Albers, en 1928. Parallèlement, cette formation est complétée par des cours comme ceux de Klee ou Kandinsky.

### L’atelier de métal

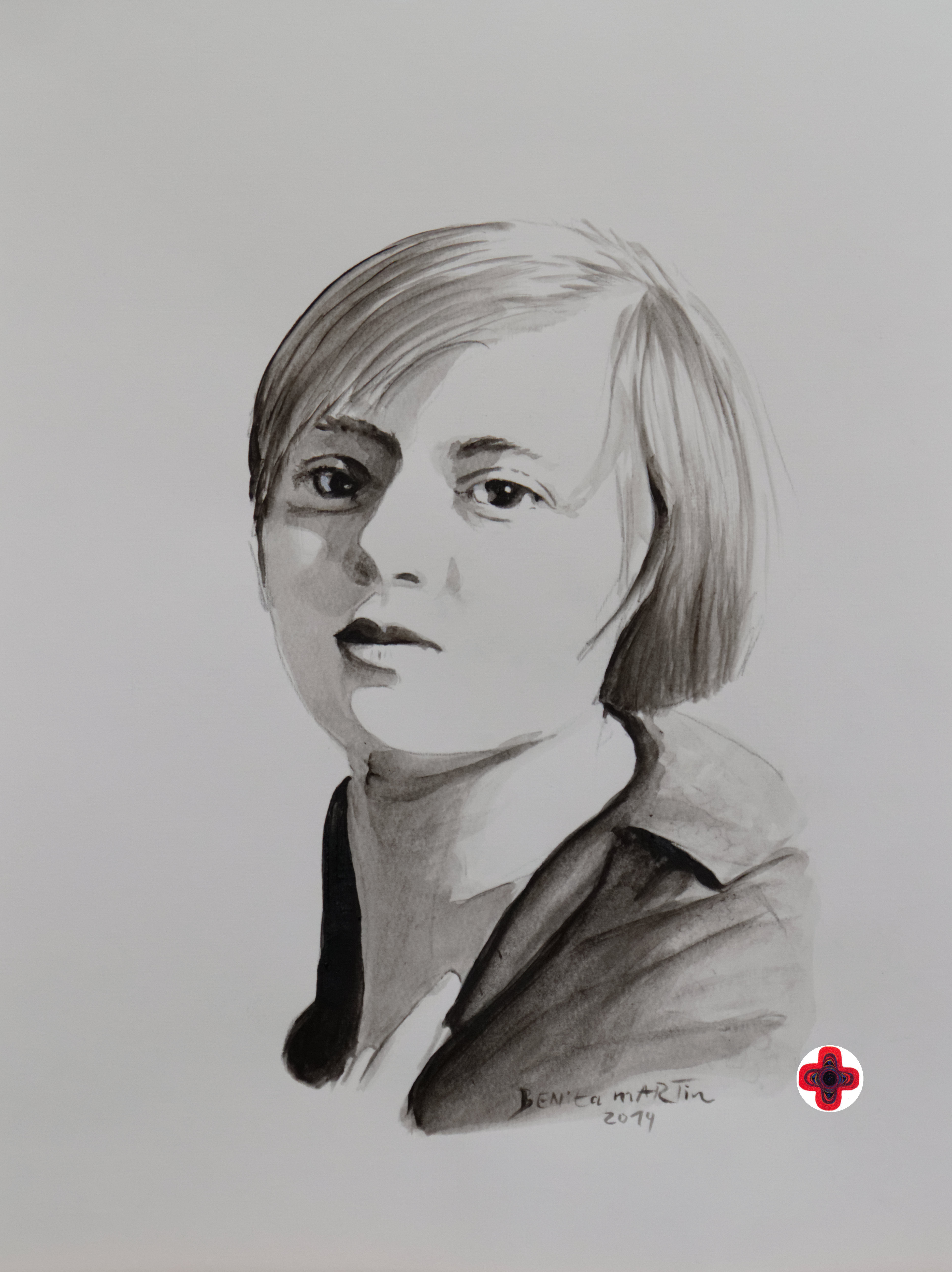
Marianne Brandt

Les activités de l'atelier de métal commencent en 1920 sous la direction de Itten. Après son départ, il est remplacé par László Moholy-Nagy, qui favorise l'utilisation de nouveaux matériaux comme le verre et le plexiglas et promeut une approche plus fonctionnelle de la création, c'est d'ailleurs durant cet atelier qu'il créa son Modulateur espace-lumière. Dans ces années est créée la célèbre lampe du Bauhaus qui est commercialisée en 1924. L'un des grands talents de l'atelier de métal est Marianne Brandt, la seule femme à avoir été maître de l'atelier de métal, célèbre également pour ses créations d'objets en métal (théière, pot, cendrier…), aujourd'hui réédités.
Après son transfert à Dessau et répondant aux aspirations de Meyer, l'atelier de métal tend à devenir un studio de création de produits pour l'industrie. En 1928, Marianne Brandt négocie notamment la fabrication industrielle de modèles standard de lampe.

### L’atelier de poterie
L'atelier de poterie est créé en 1920 à Dornburg/Saale (en), ville située à 30 km de Weimar. Les créations de l'atelier de poterie sont d'abord des pièces uniques puis, sous l'impulsion de Theodor Bogler, deviennent plus industrielles. L'atelier de poterie n'est pas transféré à Dessau.

### L’atelier de menuiserie et de meubles

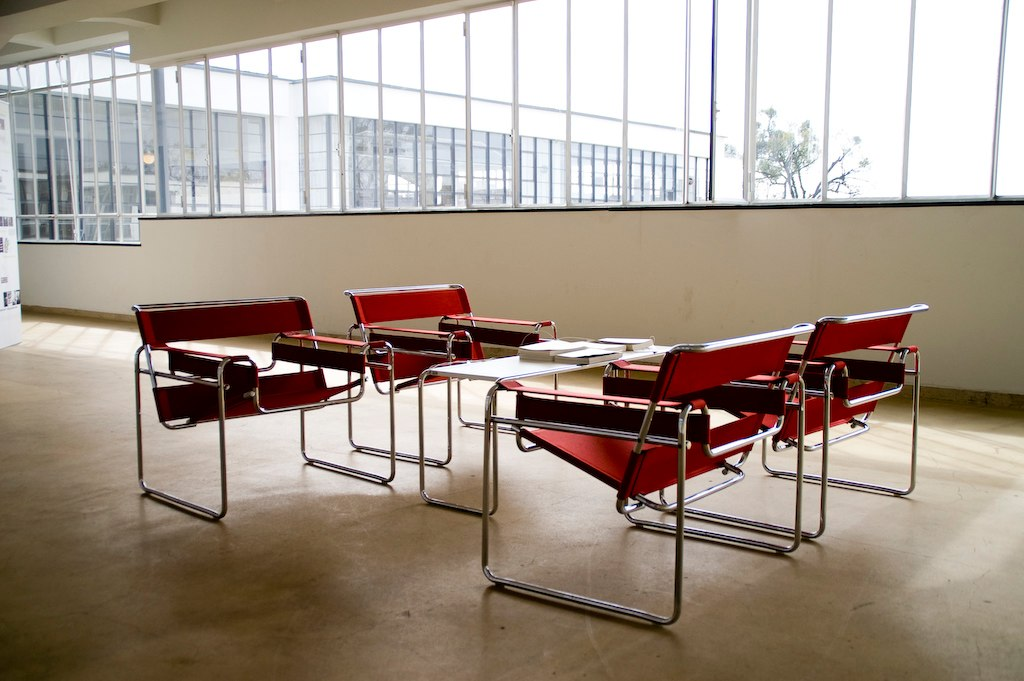
Chaises Wassily conçues dans l'atelier de menuiserie et de meubles installées dans le Bauhaus de Dessau. Mars 2008.

D'abord dirigé par Itten, l'atelier de menuiserie est placé sous la direction de Gropius dès 1921. Rapidement, l'atelier s'oriente vers une standardisation et ses créations (le fauteuil en lattes de Breuer en 1922, répond, par exemple, à une étude ergonomique approfondie) procèdent d'une analyse fonctionnelle de l'objet.
Après son déménagement à Dessau, l'atelier de menuiserie est placé sous la direction de Breuer, qui utilise les possibilités de l'acier pour créer des sièges radicalement nouveaux. Le plus connu est la chaise Wassily ou chaise modèle B3.
Après le départ de Breuer en 1928 et son remplacement par Arndt, l'atelier de menuiserie s'oriente vers la création de produits simples, peu chers et faciles à fabriquer : on utilise de nouveaux matériaux comme le contreplaqué, les meubles deviennent souvent démontables ou remontables et multifonctionnels.
L'atelier de menuiserie cesse son activité lors du transfert du Bauhaus à Berlin, Mies van der Rohe considérant Arndt comme gauchiste.

### L'atelier du textile
Au début du Bauhaus, la "classe des femmes" accueille les nombreuses élèves féminines de l'école, de façon qu'elles n'encombrent pas les ateliers plus prestigieux réservés aux hommes,. C'est un atelier informel consacré principalement au textile, comprenant tissage, appliqué, crochet, nouage, macramé, broderie, couture, etc. Dans les années 1920, l'atelier se transforme en atelier de tissage, avec un programme d'enseignement formel bien qu'aucun diplôme n'y soit délivré avant le déménagement du Bauhaus à Dessau,.
Le premier maître des formes de l'atelier, de 1920 à 1921, est Johannes Itten, remplacé ensuite par Georg Muche de 1921 à 1927. Celui-ci s'est juré de ne jamais toucher un fil pour bien démarquer son cours théorique du travail artisanal de l'atelier et ne pas être associé à cette activité mineure, typiquement féminine. Les créations de l'atelier de tissage sont également fortement influencées par les enseignements de Paul Klee, László Moholy-Nagy et Wassily Kandinsky qui insistent sur l'utilisation des formes et des couleurs. Les créations sont dans l'esprit de l'art abstrait (rayures, formes simples, travail sur la couleur),.Sous l'impulsion des élèves, notamment Gunta Stölzl, Benita Koch-Otte et Anni Albers, l'atelier s'oriente vers des motifs plus modernes, des expérimentations techniques comme la teinture et l'utilisation de nouveaux matériaux.
De nombreuses étudiantes s'insurgent contre leur orientation automatique vers le tissage, activité féminine typique, qui ne leur paraisse pas compatible avec l'image de la nouvelle femme et son ambition de réaliser ses projets personnels. Certaines persistent pour entrer dans un atelier qui corresponde à leurs ambitions et y parviennent, comme Marianne Brandt ou Alma Siedhoff-Buscher. D'autres, comme Anni Albers, après y être entrées à contrecœur, y trouvent un épanouissement artistique.
L'atelier de tissage est rapidement devenu l'un des ateliers les plus créatifs et les plus productifs du Bauhaus. Il participe à un grand nombre de foires : Zurich, Leipzig, New York et Calcutta durant la seule année 1923. Les idées et innovations qu'il apporte, contribuent au développement du design industriel et à une réévaluation artistique de l’art textile.
Après le déménagement à Dessau et sous la direction de la maître Gunta Stöltz, la production de l'atelier devient plus industrielle et de nouvelles matières sont utilisées (soie artificielle, cellophane…). C'est aussi l'atelier de tissage qui développe les tissus pour les meubles en tubes d'acier de Breuer.
Lorsque George Muche quitte le Bauhaus en 1927, Gunta Stölzl prend la direction de l'atelier, devenant ainsi la première et seule maîtresse d'atelier du Bauhaus. Mariée en 1928 à un artiste juif du Bauhaus, Arieh Sharon, elle est exposée à un antisémitisme de à l’intérieur même de l’école. C'est pour cette raison qu'elle quitte le Bauhaus en 1931. L'architecte d'intérieur Lilly Reich prend la direction de l'atelier.

### L'atelier de verre et de peinture murale
Gropius avait annoncé dans le programme initial du Bauhaus la création d'un atelier pour les peintres décorateurs, les peintres sur verre, les mosaïstes et les émailleurs. À partir de 1924, l'atelier de peinture murale et l'atelier de verre fusionnent. Parmi les créations notables de l'atelier de verre, on peut citer les vitraux et tableaux de verre réalisés par Albers.
Les activités de l'atelier de peinture sont diverses : peinture des jouets en bois produits par l'atelier de sculpture ; travaux de peinture de bâtiments et créations murales libres. Kandinsky, maître de la forme à partir de 1922, expérimente avec les apprentis ses théories concernant les relations entre forme et couleur.
Après la réorganisation des ateliers de 1929 (création de l'atelier de second œuvre), l'une des productions importantes de l'atelier est la création de divers papiers peints qui sont parmi les premiers papiers peints unis sans motif imprimé. Ils sont produits industriellement à partir de 1929 et sont le principal succès commercial du Bauhaus.

### L'atelier de théâtre

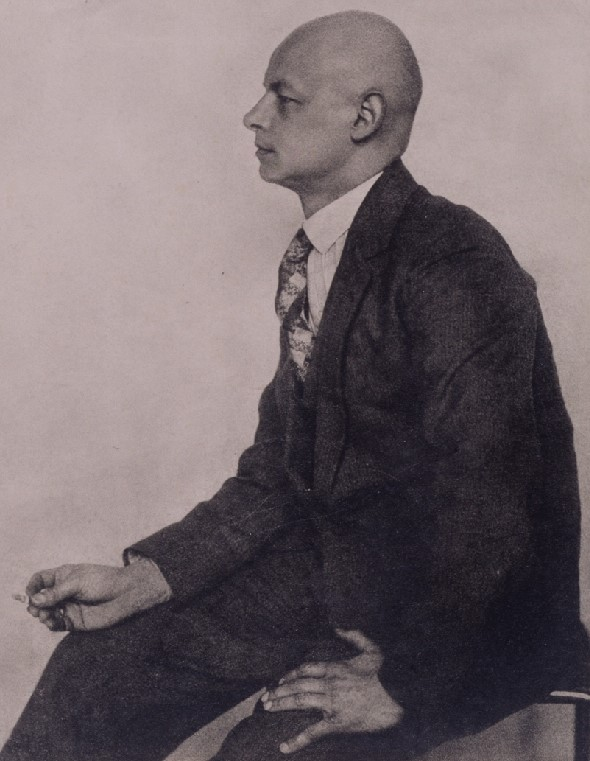
Oskar Schlemmer, maître de forme à l’atelier de théâtre de 1923 à 1929.

Dès le départ, le théâtre est considéré comme une part importante de l'enseignement et un atelier d'art dramatique est mis en place, dirigé par Lothar Schreyer, un peintre et dramaturge expressionniste, membre de la revue Der Sturm. Mais le travail de cet atelier ne donne pas satisfaction, car il développe trop le jeu des sentiments, contrairement à l'esprit du Bauhaus, qui est d'aboutir à des formes pures en conjuguant art et technique. Schreyer, subissant des attaques continuelles aussi bien des élèves que du corps enseignant, démissionne. Oskar Schlemmer (1888-1943) le remplace immédiatement à ce poste en 1923.
Son premier spectacle, Cabinet des Figures (ou Cabinet Figural) I et II, est vivement apprécié au Bauhaus, qui cherche à attirer des artistes allant au-delà de leur discipline d'origine. Ce spectacle se compose de silhouettes qui défilent, se rapprochent ou s'éloignent, mis en mouvement par des mains invisibles. Selon Schlemmer, ce spectacle s'inspire des techniques du cabaret et parodie la foi dans le progrès ; il dit que « la mise en scène est d'une confusion babylonienne, méthodique, un pot pourri pour l'œil, par la forme, le style et la couleur ».
Avec Oskar Schlemmer, le Bauhaus a aussi abordé le mouvement et la danse : afin de retrouver le « sens intérieur » du mouvement, Schlemmer habille ses danseurs de costumes abstraits, aux formes géométriques, mettant en évidence le mouvement lui-même et non l'interprète. Son Ballet triadique (1922) en est la meilleure illustration.

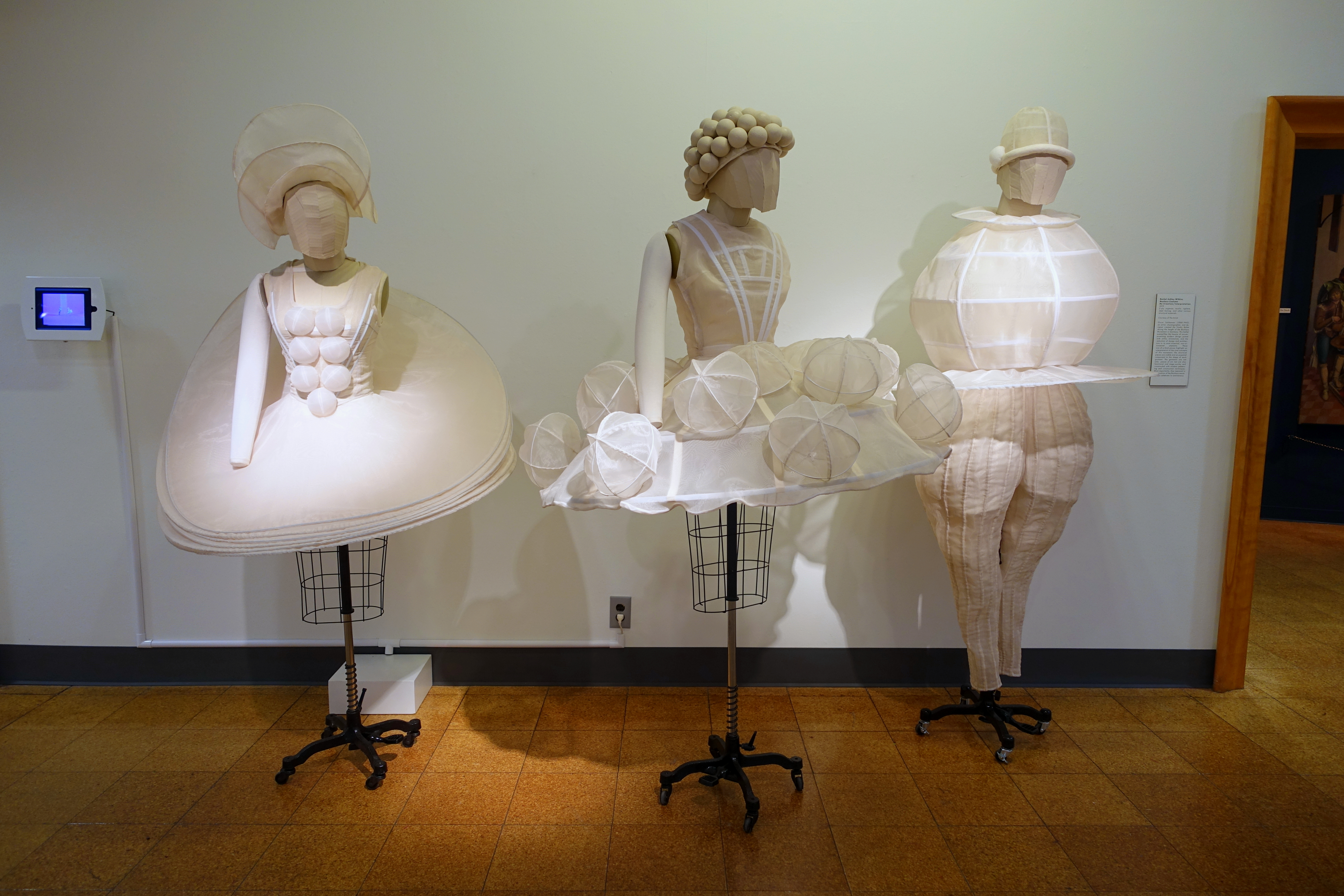
structures des costumes du Triadic Ballet (1922) recreé par Rachel Ashley Wilkins

Les costumes de l'atelier théâtre participent à la réflexion des rapports « homme / machine », thème aussi important au Bauhaus que chez les futuristes et les constructivistes. Ces costumes métamorphosent la silhouette humaine en un système mécanique. Danse des bâtons (1927), Danse du verre (1929), présentent des danseurs aux mouvements proches de ceux de marionnettes, approche que Schlemmer aimait beaucoup.
À partir de 1926, soit pendant la période de Dessau, la réputation de l'atelier atteint un niveau international, et l'école décide de monter une troupe itinérante pour se produire dans toute l'Europe. Son répertoire se compose des pièces créées au Bauhaus, et suscite partout l'enthousiasme. À Bâle, par exemple, La Danse des coulisses, qui présente des jeux de cloisons faisant partiellement apparaître et disparaître des pieds, des mains, qui laisse entendre des mots, à un rythme saccadé, fascine la critique : « Disloqué, fou, insensé, ridicule, banal et mystérieux […] Toute la signification et toute l'ineptie du phénomène des coulisses […] Tout est là, dans ce que l'on perçoit immédiatement […] C'est un jeu libéré et libérateur […] une forme absolue et pure […] » sont quelques-uns des commentaires critiques. Le dernier spectacle, à Paris, en 1932, avant la désintégration du Bauhaus, sera le Ballet triadique.

## Créations

### Architecture
Les bâtiments du Bauhaus de Weimar et de Dessau, ainsi que l'École de la Confédération syndicale ADGB à Bernau bei Berlin, sont classés au patrimoine mondial depuis 1996 et 2007.

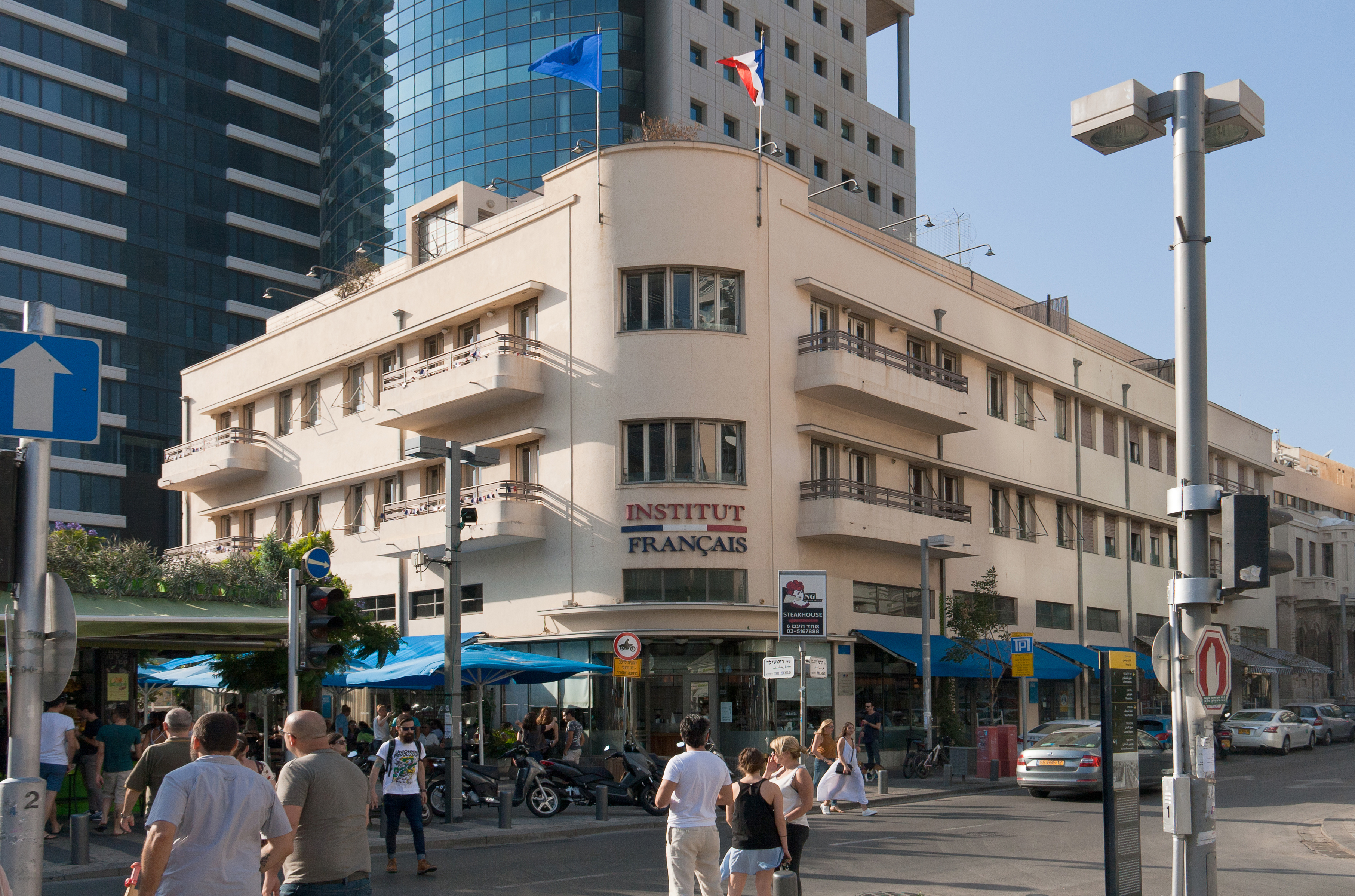
Un immeuble style Bauhaus : l'institut français de Tel Aviv.

Les membres du mouvement Bauhaus ayant fui le nazisme, dont l'ancien directeur Hannes Meyer, 17 étudiants formés dans cette école ont répandu leur enseignement à Tel Aviv : style dépouillé, sobriété et formes rationnelles carrées ou rectangulaires sans fioritures.
De 1931 à 1956, près de 4 000 bâtiments de style Bauhaus ont été construits à Tel Aviv, lui donnant un cachet d’architecture humaniste unique au monde, dans lequel l’homme est placé au centre de ses créations. Les habitations devaient d’abord et avant tout être fonctionnelles, simples, ouvertes sur l'extérieur, d’où l’importance des grands balcons et terrasses. La ville portait le nom de Ville blanche, car les façades des maisons étaient recouvertes d’un crépi uni blanc. Un important programme de réhabilitation de cette véritable réserve naturelle du Bauhaus a été mis en œuvre pour le centenaire de Tel Aviv (1909-2009).
Le Bauhaus de Tel Aviv, ville classée au patrimoine culturel mondial par l'Unesco, regroupe le plus de bâtiments d'inspiration Bauhaus au monde. La plus grande concentration se trouve sur les boulevards Ibn Gvirol, Dizengoff, Ussishkin, Nordau, Rothschild ainsi que dans les rues Nachmani et Montefiore. Un musée a par ailleurs été inauguré en 1979 pour abriter les archives du Bauhaus, le Bauhaus-Archiv.

### Design

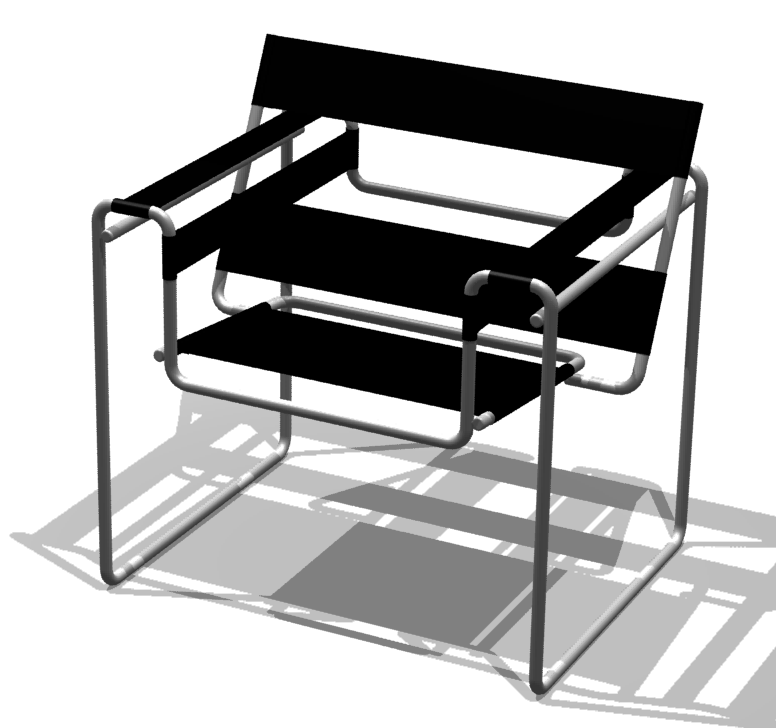
Chaise Wassily, de Marcel Breuer.

Les créations de design au Bauhaus était souvent régies par des idées fonctionnalistes ; formes simples et efficaces et matériaux nouveaux tels que l'acier tubulaire et le cuir, incarnées par la Chaise B3 de Marcel Breuer. Cette chaise, aussi surnommée Chaise Wassily, fut dessinée en 1925-26 mais ne fut réellement produite en série que dans les années 1960 par l'entreprise Knoll.

### Soirées
Les soirées mondaines du Bauhaus, le plus souvent minutieusement organisées par Oskar Schlemmer et ses élèves de l'atelier de théâtre, assurèrent la cohésion du Bauhaus autant que son manifeste fondateur. Elles devinrent célèbres, attirant les milieux culturels de Weimar puis de Dessau, aussi bien que les cercles mondains de villes comme Berlin. 
Ces soirées réunissaient la fine fleur du milieu artistique, et contribuèrent aussi à la renommée du Mouvement Bauhaus : c’était l’occasion de faire preuve de créativité, d’originalité, de rapidité.
Elles participèrent au développement de l'art de la performance. Schlemmer attribua à ces soirées l'esprit original du projet Bauhaus. Il disait : « Dès le premier jour de l'existence du Bauhaus, la scène était présente, car dès le premier jour, la pulsion du jeu était présente. Il s'exprimait dans nos soirées exubérantes, dans les improvisations et dans les masques et les costumes imaginatifs que nous réalisions. » Au départ, elles furent données au chalet Ilm, accessible à vélo depuis Weimar.
C'est également un terrain essentiel à l'expérimentation de la performance et de la chorégraphie, de l'exploitation du corps et de l'espace, du mouvement, des formes, des structures et des matériaux.

## Influences
Si la période gothique est considérée comme la source officielle d'inspiration du Bauhaus, les arts d'Asie influencent également les artistes d'un point de vue philosophique et esthétique. Les expositions universelles entre 1867 et 1900 à Paris ou à Vienne permettent de découvrir l'artisanat chinois et japonais.
À Berlin et à Dresde, des musées entreprennent des collections d'art oriental et extrême oriental et des ouvrages en langue latine commencent à voir le jour. Ils donnent un aperçu des arts d'Asie (céramique, bronze, photographies, etc.) et permettent le renouvellement des motifs chez plusieurs artistes comme Joseph Hoffmann ou Henry Van de Velde.

## Postérité

### Le 100eanniversaire du Bauhaus
L'année 2019 marque le 100e anniversaire de l'école supérieure de construction et de design du Bauhaus. Même si l’école n'a pas existé longtemps (seulement 14 ans), les méthodes qu'elle a développées sont utilisées à ce jour. Le Bauhaus a transformé le concept d'urbanisme, de design, d'architecture et d'art.
Les 100 ans du Bauhaus  est un festival d'une semaine à Berlin - une célébration du centenaire de l'école en l'honneur de laquelle de nombreuses performances ont été organisées. Les expériences musicales explorant la relation entre le corps, l'espace et le mouvement, entre l'homme et la machine. Au cours de la semaine du festival, les visiteurs ont pu se familiariser avec l'histoire exceptionnelle de l’école, comprendre comment elle a influencé l'architecture et le design de son époque et de son avenir.
Un riche programme de nombreux événements à travers le monde en l'honneur du 100e anniversaire du Bauhaus rappelle l'existence de ses idées et leur certaine pertinence tant dans l'art que dans la vie de tous les jours. Le Bauhaus est devenu non seulement une partie de l'histoire de l'art, mais aussi un nouveau mouvement qui unit les jeunes et génère de nouvelles idées à nos jours.
C'est lors du centenaire que l'histoire du Bauhaus est étudié sous l'angle du genre. L'apport des créatrices au mouvement est réévalué. Les créations de plusieurs femmes tombées dans l'oubli sont découvertes.

#### Musée du Bauhaus
Le 100e anniversaire du Bauhaus en 2019 marque également l'inauguration du musée du Bauhaus à Weimer, abritant la plus ancienne collection d'objets de l'école, près de 13 000. L'exposition permanente retrace l'histoire du Bauhaus.
La bâtiment construit est issu d'un concours international lancé en 2011, remporté par l'architecte allemande Heike Hanada, en collaboration avec l'architecte Benedict Tonon.[réf. nécessaire]

### Le Nouveau Bauhaus européen
Le Nouveau Bauhaus européen (NEB) est un mouvement initié par la Commission Européenne qui tend à réexprimer les ambitions fondamentales du mouvement Bauhaus originel pour répondre aux enjeux contemporains européens, tels que le pacte vert pour l'Europe, depuis les domaines de la création : l'art, le design, l'architecture, l'urbanisme, l'artisanat, etc.
Il a été annoncé pour la première fois dans le discours de l'état de l'Union 2020, prononcé le 16 septembre 2020 par Ursula von der Leyen devant les membres du Parlement européen à Bruxelles : « Je veux que NextGenerationEU donne le coup d'envoi d'une vague de rénovation européenne et fasse de notre Union un leader de l'économie circulaire. Mais il ne s'agit pas seulement d'un projet environnemental ou économique : il doit s'agir d'un nouveau projet culturel pour l'Europe. Chaque mouvement a sa propre image et sa propre sensibilité. Et nous devons donner à notre changement systémique une esthétique distincte, afin d'allier style et durabilité. C'est pourquoi nous allons créer un nouveau Bauhaus européen, un espace de cocréation où architectes, artistes, étudiants, ingénieurs et designers travailleront ensemble pour y parvenir. C'est la NextGenerationEU. C'est ainsi que nous façonnons le monde dans lequel nous voulons vivre ».

## Autres écoles
Bien que son influence ait été bien moindre que celle du Bauhaus, l'École des Vkhoutemas (ou Vhutemas), ouverte à Moscou entre 1920 et 1930, présente certaines similitudes avec elle. Notamment, Vassily Kandinsky et El Lissitzky y ont également été professeurs.
En 1937, László Moholy-Nagy, émigré aux États-Unis, crée à Chicago le New Bauhaus, rapidement fermé en 1938, avant d'être remplacé par la School of Design. Le Bauhaus de Chicago a eu une influence importante dans les domaines du design et de la photographie. Parallèlement Mies van der Rohe devient le directeur du département architecture de l'Illinois Institute of Technology de Chicago.
Le Black Mountain College (1933) ou la l'École d'Ulm (1953) sont souvent considérées comme héritières de l'école du Bauhaus, et ce d'autant plus qu'elles ont accueilli plusieurs anciens enseignants du Bauhaus. Le Black Mountain College était fortement orienté vers l'avant-garde artistique et la performance, tandis que la Hochschule für Gestaltung Ulm s'est focalisée sur le design et les sciences.

## Personnalités du Bauhaus

### Directeurs
- Walter Gropius : 1919-1928, fondateur, directeur à Weimar et Dessau,
- Hannes Meyer : 1928-1930, directeur à Dessau, favorise une approche scientifique et une créativité au service du plus grand nombre,
- Ludwig Mies van der Rohe : 1930-1933, directeur à Dessau et Berlin, prononce avec les maîtres sous la pression de la Gestapo la dissolution du Bauhaus.

### «Maîtres» et professeurs
- Walter Gropius : menuiserie et meubles
- Vassily Kandinsky : peinture murale
- Paul Klee : peinture, métal
- Anni Albers : tissage
- Josef Albers : cours préliminaire, menuiserie, matériaux
- Herbert Bayer : graphisme publicitaire et typographie
- Otti Berger : tissage
- Marianne Brandt : métal
- Marcel Breuer : charpenterie
- Christian Dell : métal
- Lyonel Feininger : impression
- Ludwig Hilberseimer : théorie de la construction, projection constructive
- Johannes Itten : cours préparatoire, forme
- Gerhard Marcks : poterie
- László Moholy-Nagy : cours préliminaire, métal
- Georg Muche : tissage
- Walter Peterhans : photographie
- Lilly Reich : tissage, second oeuvre
- Oskar Schlemmer : peinture, décorateur et scénographe
- Joost Schmidt : typographie
- Lothar Schreyer : théâtre
- Gunta Stölzl : textile

### Élèves
- Max Bill
- Lisbeth Birman-Oestreicher
- Theodor Bogler
- Kattina Both
- Friedl Dicker-Brandeis
- Ilse Fehling
- Andreas Feininger
- Albert Flocon
- Jacques Germain
- Paul Guermonprez
- Dörte Helm
- Margarete Heymann
- Greten Kähler-Neter
- Grit Kallin-Fischer
- Hans Kessler
- Benita Koch-Otte
- Jean Leppien
- Szuszanne Markos-Ney
- Wera Meyer-Waldeck
- Richard Oelze
- Henri Pfeiffer
- Margaretha Reichardt
- Élisabeth Ronget
- Lou Scheper-Berkenkamp
- Alma Siedhoff-Buscher
- Ré Soupault
- Lotte Stam-Beese
- Grete Stern
- Ivana Tomljenović-Meller
- Otto Umbehr
- Kitty van der Mijll Dekker
- Wilhelm Wagenfeld
- Marguerite Wildenhain
- Anny Wottitz

## Honneurs
- (8502) Bauhaus, un astéroïde de la ceinture principale, est nommé en l’honneur de l’école[53].

## Dans la culture
- En Angleterre, en 1979, est fondé le groupe de rock Bauhaus qui reprend en outre pour ses pochettes de disque, le logo originel de l'école.
- En 2019, la série allemande Bauhaus - Un temps nouveau de Lars Kraume est diffusée sur Arte. Elle retrace l'histoire de l'école de Weimar[54].
- En 2019, Gregor Schnitzler réalise un film intitulé Bauhaus. Le film raconte le quotidien d’une jeune femme qui étudie au Bauhaus dans les années 1920. Contrairement à la plupart des autres personnages, Lotte est un personnage fictif, même s’il est calqué sur la designer Alma Buscher.
- En France, il existe une maison d'édition, Bauhaus-21, qui rend hommage dans ses publication aux artistes, comme Vassily Kandinsky[55] et Paul Klee[56].